# Aug-Radisch

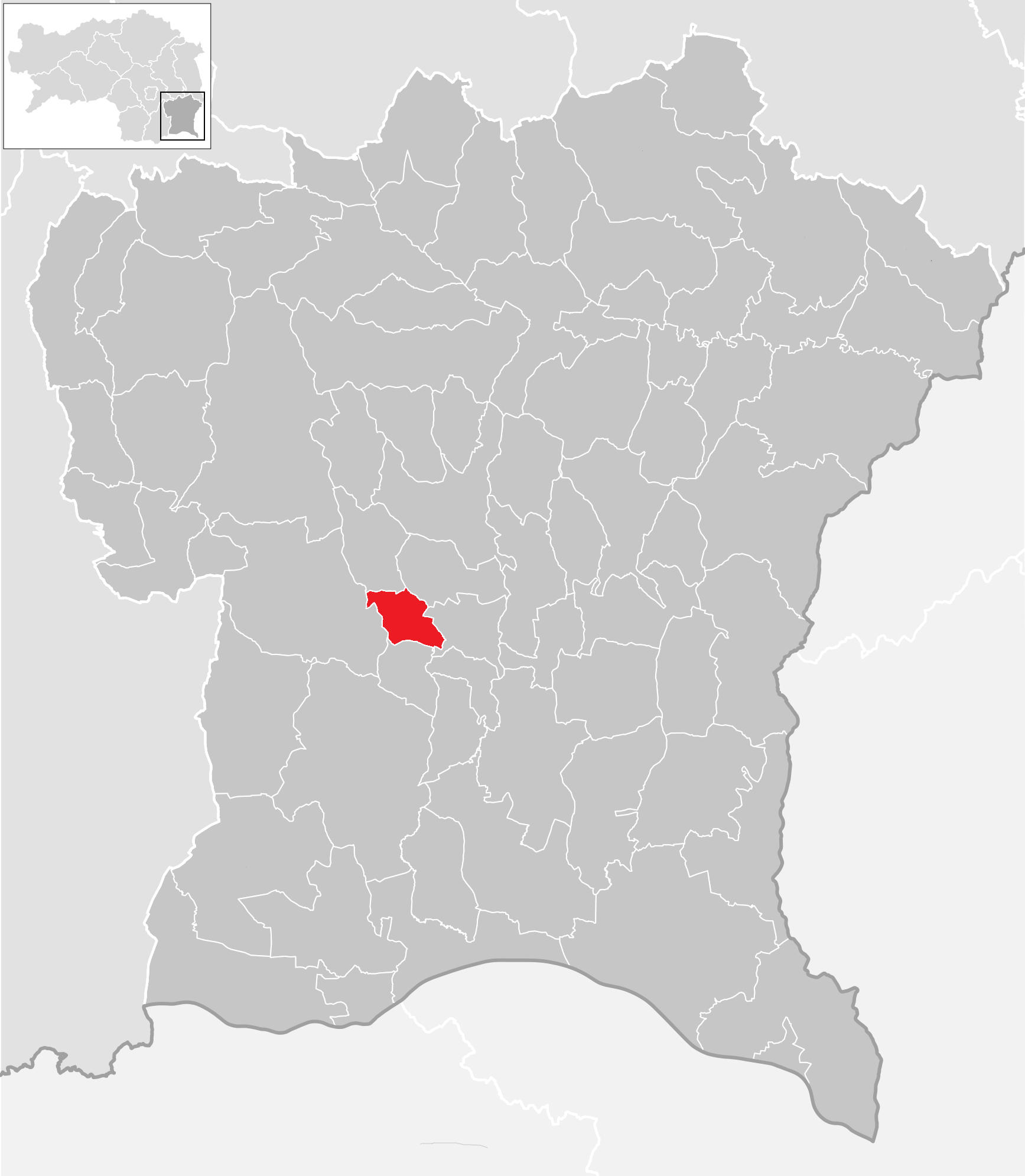
Biểu đồ hiển thị đô thị Aug-Radisch

Aug-Radisch là một đô thị thuộc huyện Feldbach trong bang Steiermark, nước Áo. Đô thị Aug-Radisch có diện tích 4,48 km², dân số cuối năm 2005 là 300 người.